# ストーム湾
ストーム湾 (Storm Bay) はオーストラリアのタスマニア島南東部にある湾。
湾はダーウェント川の河口部にあたり、州都ホバートの中心的な港となっている。
西はブルニー島、北はサウスアーム半島、東はタスマン半島があり、タスマン海へと繋がっている。
湾を最初に訪れたヨーロッパ人はアベル・タスマンで、1642年のことである。